# Frans Lichtenberg
Frans Lichtenberg (5. marts 1926 i København – 6. januar 2014 på Frederiksberg Hospital) var en dansk landsdommer.
Han var søn af civilingeniør Anatol Lichtenberg (død 1969) og hustru Agnete født Henriques (død 1982). Som jøde måtte han flygte til Sverige i oktober 1943 og blev derfor student fra Den danske Skole i Lund 1944. Samme år meldte han sig til Den Danske Brigade, hvor han indgik i 3. bataljon. Efter krigen blev han cand.jur. 1950, fungerende sekretær i Justitsministeriet 1951, udnævnt 1954, konstitueret dommer i Københavns Byret 1964, udnævnt 1965 og slutteligt dommer i Østre Landsret 1973. 1985 gik han på førtidspension. Fra 1965 til 1972 var han formand for Filmrådet og fra 1977 til 1985 formand for repræsentantskabet i Statens Kunstfond .Lichtenberg var ikke dekoreret og må altså have afslået at modtage Dannebrogordenen.
Han blev gift første gang 28. november 1953 (ægteskabet opløst 1972). Han blev gift anden gang 27. april 1974 med socialrådgiver Lene Buhl født Steners (født 31. maj 1934 i Esbjerg). I sit tredje ægteskab var han gift med advokat Merete Cordes.